# 62 Erato

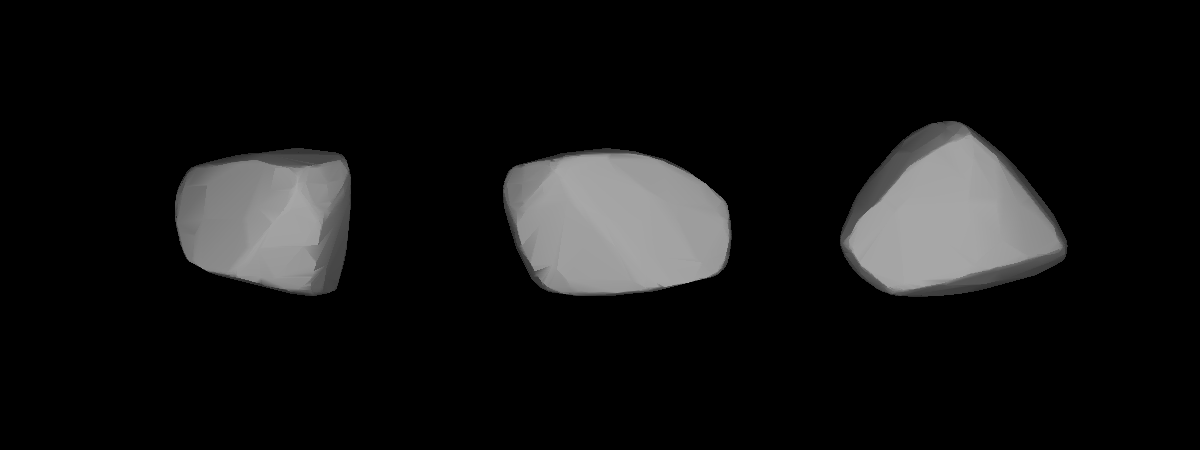
62 Erato

För andra betydelser, se Erato.
62 Erato eller 1935 FW är en asteroid upptäckt 14 september 1860 av de båda tyska astronomerna Otto Lesser och Wilhelm Julius Foerster i Berlin. Asteroiden har fått sitt namn efter Erato, en av muserna inom grekisk mytologi.
Den tillhör asteroidgruppen Themis.